# Anseropoda
Anseropoda is een geslacht van zeesterren uit de familie Asterinidae.

## Soorten
- Anseropoda antarctica Fisher, 1940
- Anseropoda aotearoa McKnight, 1973
- Anseropoda diaphana (Sladen, 1889)
- Anseropoda fisheri Aziz & Jangoux, 1985
- Anseropoda grandis Mortensen, 1933
- Anseropoda habracantha H.L. Clark, 1923
- Anseropoda insignis Fisher, 1906
- Anseropoda lobiancoi (Ludwig, 1897)
- Anseropoda ludovici (Koehler, 1909)
- Anseropoda macropora Fisher, 1913
- Anseropoda novemradiata (Bell, 1905)
- Anseropoda pellucida (Alcock, 1893)
- Anseropoda petaloides (Goto, 1914)
- Anseropoda placenta (Pennant, 1777) - Ganzevoetje
- Anseropoda rosacea (Lamarck, 1816)
- Anseropoda tenuis (Goto, 1914)